# یواس‌سی‌اس بودویتچ
یواس‌سی‌اس بودویتچ (به انگلیسی: USCS Bowditch) یک کشتی است که طول آن ۷۰ فوت (۲۱ متر) می‌باشد.